# 斯頓普山
67°29′S 60°56′E / 67.483°S 60.933°E
斯頓普山（英語：Stump Mountain）是南極洲的山峰，位於麥克羅伯特森地，處於伯德角西南面3.7公里，海拔高度310米，該山峰根據澳大利亞探險隊的空中照片被繪入地圖。